# Torsby kyrka
Torsby kyrka ligger sydväst om Kärna i Kungälvs kommun. Den är tillhör Torsby församling i Göteborgs stift.

## Kyrkobyggnaden

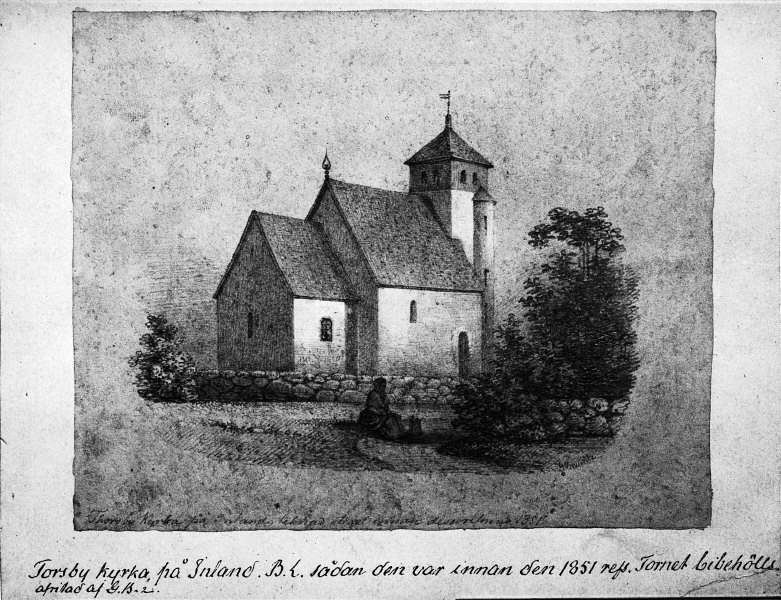
Kyrkan före rivningen 1851.

Kyrkan finns belagd i skrift från 1300-talet i bland annat Biskop Eysteins Jordebog. Kyrkan har utökats och byggts om betydligt under årens lopp.
Det sjutton meter höga tornet är ett av fyra medeltida stentorn i stiftet, fast det har en fem meter hög överbyggnad i korsvirke från 1700-talet. På tornets norra sida finns en spiraltrappa i huggen sten, den så kallade munkagången, som i en halvrund utbyggnad leder till stentornets slut.
Tornet härrör från en medeltida kyrka som i övrigt revs för att ge plats åt långhuset med rakavslutat kor i nyklassicistisk stil som uppfördes 1851 efter ritningar av Carl Gustaf Blom Carlsson. Kyrkan är utvändigt vitrappad och har tegeltak. Det nuvarande utseendet fick kyrkan vid en restaurering 1949. År 1990 inrättades ett rum för dem som avskilt vill delta i gudstjänsten genom högtalare och fönster inemot kyrkorummet.

## Inventarier
- Dopfunten tillverkad av glimmernejs under förra hälften av 1100-talet är i ett stycke och 52 cm hög. Cuppan är rund och har svagt buktande sida, med repstavar upptill och nedtill. Mellan dem finns figurscener, som anknyter till försoningstanken. Huvudmotiv är Kristus omgiven av rankor, Kristi dop, Kristi nedstigande i dödsriket, troligen Kristi uppståndelse och Adam och Eva. Uttömningshål finns i centrum. Omfattande skador. Funten tillhör tillsammans med den i Mo kyrka en egen grupp med för Bohuslän unik form, möjligen utförda av samme mästare, som Sven Hallbäck benämner Torsbymästaren.[1]

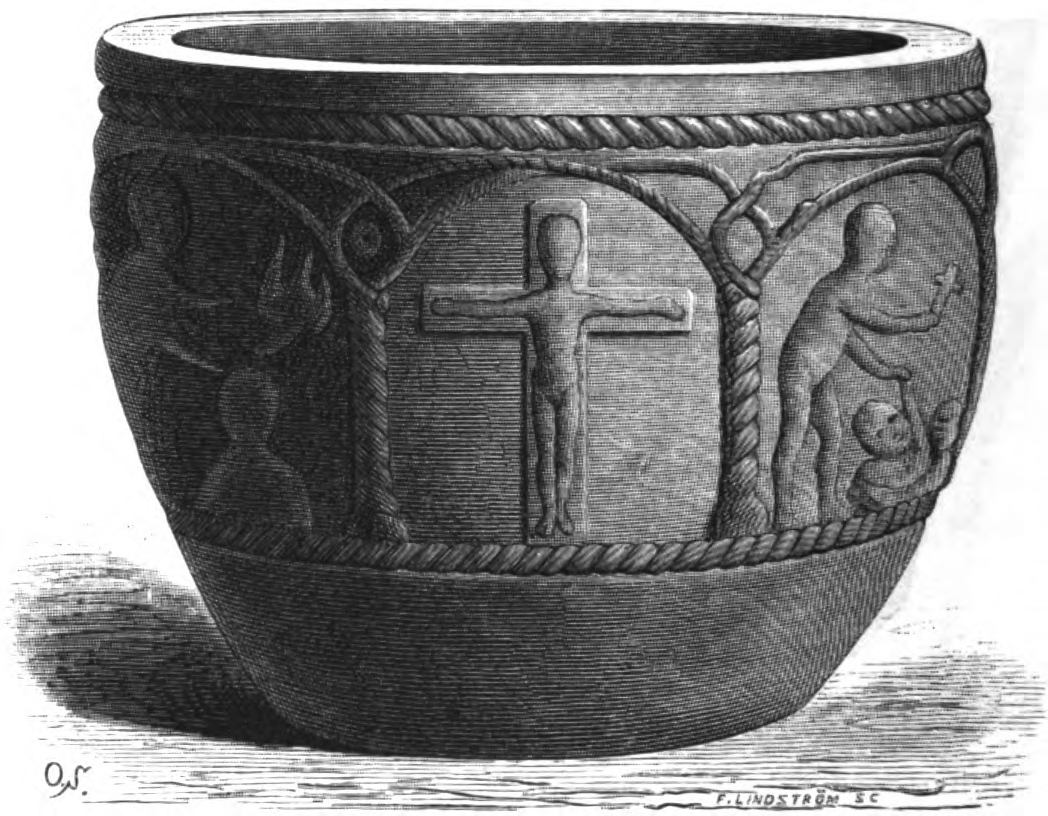
Dopfunten
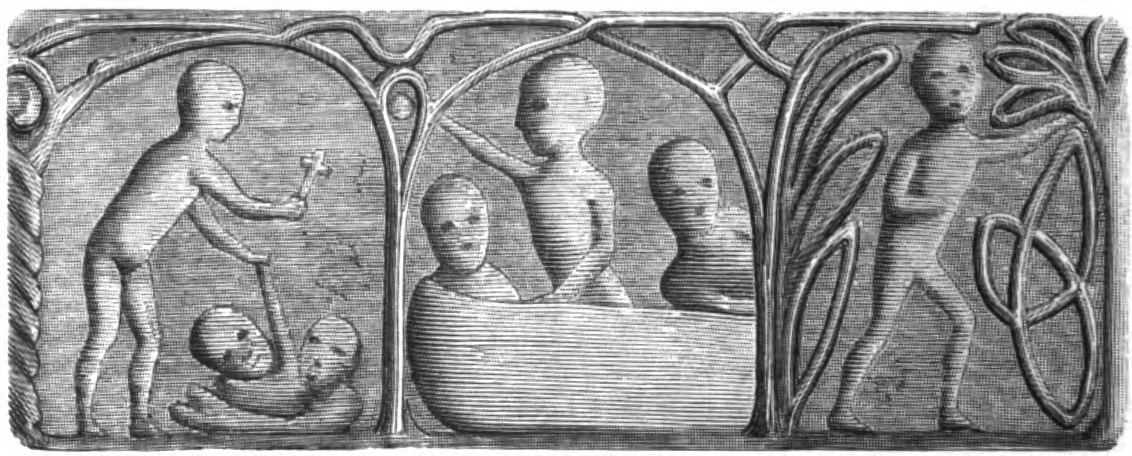
Detaljer
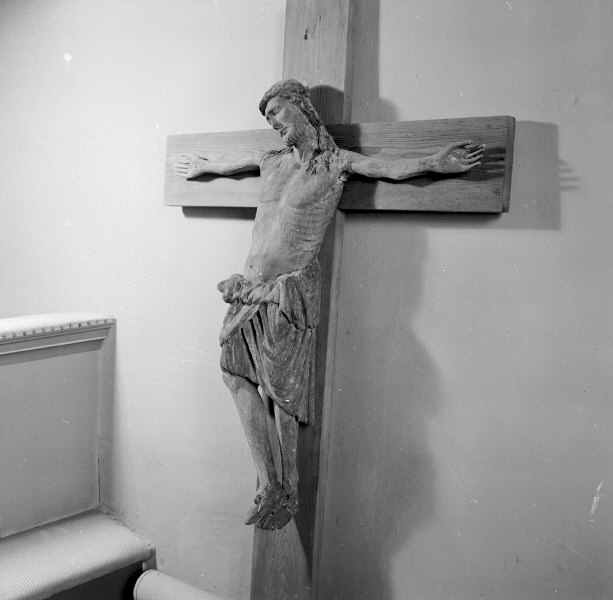
Triumfkrucifixet

- Triumfkrucifixet, som nu hänger över ingången till sakristian, är från mitten till senare delen av 1200-talet. Det är utfört i ek och satt på triumfbågen intill dess rivning 1851. Krucifixet restaurerades 1901 med komplettering av händerna. Färgen togs bort vid en restaurering 1949 och idag finns ingen färg kvar.[2]
- Predikstolen med ljudtak i barockstil snidades 1692 av bildhuggaren Nils Läns och är överflyttad från den gamla kyrkan.
- Altaruppsatsen är ritad av Carl-Gustaf Blom-Carlsson och samtida med nuvarande kyrka.
- En Kristusbild i skuren ek, placerad över ingången till sakristian, härstammar från triumfkrucifix från 1200-talet.

### Orgel
En ny orgel byggd av Marcussen & Søn installerades 1990. Den innehåller äldre pipmaterial och har 21 stämmor, två manualer och pedal.